# Chrośnica (osada leśna w województwie wielkopolskim)
Chrośnica – osada leśna w Polsce położona w województwie wielkopolskim, w powiecie nowotomyskim, w gminie Zbąszyń.
W latach 1975–1998 miejscowość administracyjnie należała do województwa zielonogórskiego.